# Principes de Yogyakarta
Les Principes de Yogyakarta, rédigés en novembre 2006 par un groupe reconnu d'experts internationaux des droits humains à l'initiative de la Commission internationale de juristes et du Service international pour les droits de l’homme, sont une série de principes juridiques portant sur l’application de la législation internationale des droits humains en matière d’orientation sexuelle et d’identité de genre.
Les Principes, qui s’inspirent de la Déclaration universelle des droits de l'homme de 1948, affirment l’obligation qui incombe aux États de mettre en application les droits humains relatifs à l’orientation sexuelle et à l’identité de genre et liste une série de droits qui devraient être garantis aux personnes LGBTI (par exemple : « Personne ne sera soumis à de la pression pour dissimuler, supprimer ou nier son orientation sexuelle ou son identité de genre »), et une série d’injonctions faites aux États pour assurer le respect de ces droits (par exemple : « mettre en place des programmes ciblés afin d’apporter un soutien social à toutes les personnes subissant une transition ou une réassignation de sexe »).
Présentés au Conseil des droits de l’homme des Nations unies le 26 mars 2007, ce document ne constitue pas une règle de droit : les Principes ne sont pas opposables ni n’ont de caractère contraignant. Cependant, ils ont inspiré certains instruments de droit international, ainsi que les motivations de certaines cours et tribunaux et les lois internes à plusieurs États.
En 2017, a lieu une actualisation des Principes de Yogyakarta, notamment sur les droits des personnes transgenres et non-binaires, qui aboutit à la publication des « Principes de Yogyakarta + 10 ».

## Historique

### Élaboration en 2006
En 2006, la Commission internationale de juristes et le Service international pour les droits de l’homme décident de développer une série de principes juridiques sur l’application du droit international relatif aux droits à l’orientation sexuelle et à l’identité de genre.
Un groupe de 29 experts internationaux des droits humains met au point et rédige ces Principes, qui sont adoptés lors d'une réunion organisée à l’université Gadjah Mada de Yogyakarta en Indonésie, du 6 au 9 novembre 2006.
Parmi les signataires figurent notamment :
- Louise Arbour, haute-commissaire des Nations unies aux droits de l’homme, qui a joué un rôle de premier plan dans l'adoption de la déclaration de Montréal sur les droits humains des LGBT ;
- Mary Robinson, ex-présidente d'Irlande, ex-haute-commissaire des Nations unies aux droits de l'homme ;
- Mauro Cabral, auteur et défenseur argentin des droits LGBTI ;
- Edwin Cameron, membre de la Cour constitutionnelle d'Afrique du Sud ;
- Michael O'Flaherty, avocat irlandais spécialisé en matière de droits de l'homme ;
- Sonia Corrêa, auteure et activiste féministe brésilienne ;
- Manfred Nowak, avocat autrichien spécialiste des droits de l'homme ;
- Wan Yanhai, militants chinois pour les droits de l'homme ;

Présentés au Conseil des droits de l’homme des Nations unies le 26 mars 2007, les Principes de Yogyakarta constituent une étape importante pour l'évolution des droits à l'orientation sexuelle et à l 'identité de genre.

### Publication duGuide à destination des militants sur les principes de Yogyakartaen 2010
En août 2010 est publié le Guide à destination des militants sur les principes de Yogyakarta. Il est traduit en d'autres langues que les langues officielles des Nations unies, à l'intention des militants et des défenseurs des droits de l'homme.

### « Principe de Yogyakarta plus 10 » en 2017
En 2017, un groupe d'experts se réunit au Palais Eynard, à Genève (Suisse), pour mettre à jour les Principes de Yogyakarta et, notamment, les rendre plus inclusifs des droits des personnes transgenres et non-binaires. Cette rencontre aboutit à la publication des « Principes de Yogyakarta + 10 » (« PY + 10 »), édités par l’organisation privée « Service international pour les droits de l'homme » et l’ONG Amnesty International,. Parmi les nouveaux principes, le no 30 affirme le « droit à la protection de l'État », le no 31 le « droit à la reconnaissance légale » et le no 38 le « droit de pratiquer, protéger, préserver et jouir la diversité culturelle ».

## Énoncé des principes
Les Principes sont composés d'un préambule et de 29 principes et recommandations. L'autorité du Pacte international relatif aux droits économiques, sociaux et culturels, du Pacte international relatif aux droits civils et politiques, et de la convention sur le droit international des droits de l'homme sur l'orientation sexuelle et l'identité de genre y est affirmée. Le principe selon lequel « Tous les droits humains sont universels, intimement liés, interdépendants et indivisibles », tel qu'adopté par la Déclaration et programme d'action de Vienne, est cité dans le premier principe. À la suite de la Convention sur l'élimination de toutes les formes de discrimination à l'égard des femmes, l'abrogation de l'idée d'infériorité ou de supériorité de l'un sur l'autre sexe, et d'un rôle stéréotypé des hommes et des femmes est mise de l'avant. « Le droit de décider librement et de manière responsable de tout ce qui a trait à la sexualité y compris la santé reproductive, sans coercition, discrimination ou violence » y est affirmé. Les principes précisent les normes juridiques internationales obligatoires auxquelles les États doivent se conformer. L'interdiction de toutes les formes du trafic d'êtres humains, d'être sans domicile fixe, et de la violence domestique y est formulée, de pair avec la pertinence d'un travail de sensibilisation pour assurer le recul des comportements sociaux discriminatoires.
Le préambule contient des définitions sur l'orientation sexuelle et l'identité de genre. L'orientation sexuelle y fait référence à la capacité qu'a chacun de ressentir une profonde attirance émotionnelle, affective et sexuelle envers des individus de sexe opposé, de même sexe ou de plus d'un sexe, et d'entretenir des relations intimes et sexuelles avec ces individus. L'identité de genre y fait référence à l'expérience intime et personnelle du genre profondément vécu par chacun, à la conscience personnelle du corps (qui peut impliquer, si consentie librement, une modification de l'apparence ou des fonctions corporelles par des moyens médicaux, chirurgicaux ou autres) et d'autres expressions du genre, y compris l'habillement, le discours et les manières de se conduire.
Une des recommandations stipule que « les cours régionales des droits humains intègrent de façon soutenue les principes précédemment énoncés qui sont pertinents par rapport au traité des droits humains qu'elles interprètent, dans le droit jurisprudentiel qu'elles développent concernant l'orientation sexuelle et l'identité de genre », autant que les devoirs de l'Organisation des Nations unies et de la communauté internationale.

## Valeur juridique et reconnaissance internationale des Principes
En 2009, le commissaire aux droits de l’homme du Conseil de l’Europe indique dans un document intitulé Droits de l'homme et identité de genre que même si les Principes de Yogyakarta ne sont pas une norme internationale officielle, ils sont mentionnés par des organes de l’ONU et des tribunaux de différents pays et de nombreux gouvernements s’en inspirent pour élaborer leur politique.
Le 29 juin 2013 à Istanbul, l'Organisation pour la sécurité et la coopération en Europe (OSCE) décide de ne pas ajouter les Principes de Yogyakarta à l'ordre du jour de la 22e réunion annuelle du comité,. Proposée par Marie Arena, déléguée de la Belgique, la proposition n'a pas réussi à obtenir les 2/3 des voix requises pour être discutée.